# Mihail al III-lea Bețivul
Mihail al III-lea, supranumit cel Bețiv (greacă Μεθυσος, Mihailos Methusos, n. 9 ianuarie 840 d.Hr., Constantinopol, Imperiul Roman de Răsărit – d. 25 septembrie 867 d.Hr., Constantinopol, Imperiul Roman de Răsărit), ultimul membru al dinastiei Amorien, a fost împărat bizantin între 842 și 867. 

## Biografie
Mihail al III-lea a fost fiul împăratului Teofil și al soției sale, Teodora a II-a.
În 840, la puțin timp după naștere, Mihail a devenit co-împărat, iar în 842 - la vârsta de doi ani - împărat sub regența mamei sale, Teodora a II-a, a unchiului său, Sergios, și a ministrului Theoktistos. În timpul minoratului său, arabii i-au înfrânt pe bizantini în Creta, Pampilia și Siria, dar flota bizantină a obținut o victorie în 853. De asemenea, bizantinii s-au confruntat cu invaziile slavilor în Peloponez. Când Mihail a crescut, el l-a numit Caesar pe unchiul său, Bardas, și a fost de acord cu asasinarea ministrului Theoktistos în noiembrie 855, iar în 856, cu ajutorul aceluiași Bardas, a înlăturat regența, trimițându-le pe mama și pe sora la mănăstire.
Mihail al III-lea a reînceput războiul cu Califatul Abbasid. În 859 a început asediul Samosatei, dar în 860 a fost nevoit să părăsească expediția deoarece Rusia Kieveană devenise ostilă imperiului, amenințând chiar Constantinopolul. Mihail a fost înfrânt la Dazimon în 860 de către arabi, dar în 863 un alt unchi al lui Mihail, Petronas, i-a învins pe arabi, revenind triumfător la Constantinopol.

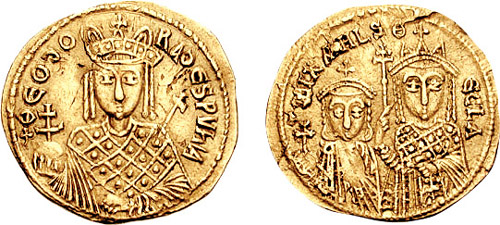
Monedă cu chipul Teodorei a II-a, mama lui Mihail al III-lea și adevărata guvernatoare a imperiului; iar pe revers chipul sorei lui Mihail, Thekla și încă tânărul Mihail al III-lea

Sub influența noului patriarh, Fotie I, Mihail al III-lea i-a trimis pe călugării Chiril și Metodiu în Hanatul Khazari încercând să stopeze expansiunea iudaismului în acest teritoriu. Cum misiunea lor a eșuat, ei au fost trimiși în 863 în Moravia, cu misiunea de a-i creștina pe slavi (misiune reușită). Când țarul Boris I al bulgarilor s-a creștinat în rit catolic, Mihail al III-lea a invadat Bulgaria și l-a convins pe Boris I să devină ortodox în 864.
În 866 șambelanul Vasile I Macedoneanul l-a convins pe împărat că Bardas ar fi complotat împotriva statului, Mihail punând astfel ca Bardas să fie ucis. În mai 867 Vasile a fost ridicat la rangul de co-împărat. În noaptea de 23 spre 24 septembrie 867, Vasile l-a asasinat pe Mihail în somn și a devenit apoi împărat.
Cu soția sa, Eudokia Dekapolitissa, Mihail al III-lea nu a avut copii, dar cu amanta sa, Eudokia Ingerina, Mihail a avut doi copii:
- Leon, împărat între 886 și 912, adoptat de Vasile I;
- Ștefan, patriarh al Constantinopolului între 886 – 893

Domnia și personalitatea lui Mihail al III-lea sunt dificil de evaluat datorită criticilor scrise de autori bizantini în timpul lui Vasile I și al succesorilor săi. Mihail e deseori descris în aceste scrieri ca având obiceiul de a bea alcool, fiind obsedat de cursele de care trase de cai și luând în derâdere procesiunile și ritualurile bisericești. În arhivele arabe Mihail e descris ca fiind un comandant de oști foarte activ și deseori de succes.
Deși se spunea că era cheltuitor, în timpul domniei sale, economia Bizanțului s-a echilibrat, iar până în anul 850 veniturile anuale ale imperiului au crescut la 3 300 000 de nomisme.
Majoritatea împăraților bizantini din dinastia macedoneană sunt descendenți ai lui Mihail al III-lea, deoarece Leon al VI-lea a fost fiul lui Mihail al III-lea, doar adoptat de Vasile I Macedoneanul.